# Opius subareatus
Opius subareatus är en stekelart som beskrevs av Fischer 1969. Opius subareatus ingår i släktet Opius och familjen bracksteklar. Inga underarter finns listade i Catalogue of Life.